# Unhinged
Unhinged is een Amerikaanse thriller uit 2020, geregisseerd door Derrick Borte. Hoewel het scenario origineel is, vertoont de film een aantal overeenkomsten met Nederlandse thriller Bumperkleef uit 2019.

## Verhaal
De man is een mentaal onstabiele man, komt het huis van zijn ex-vrouw binnen en vermoordt haar en haar vriend voordat hij het huis in brand steekt en ontsnapt.
Rachel Hunter, een pas gescheiden alleenstaande moeder die in New Orleans woont, brengt haar 15-jarige zoon Kyle naar school. Tijdens de reis komt Rachel vast te zitten in het spitsuur en door vertraging in haar dagelijkse routine toetert ze op een pick-up die niet wegreed nadat het stoplicht op groen was gedraaid. De eigenaar van de truck, de man, haalt Rachel al snel in en eist een verontschuldiging. Het escalerende gesprek verandert in een achtervolging voordat Rachel kan ophangen en Kyle op school kan afzetten.
De man volgt haar naar een tankstation en steelt haar mobiele telefoon terwijl ze binnen is. De bange Rachel krijgt hulp van een klant die haar terugbrengt naar haar auto en wordt aangereden door de man met de vrachtwagen voordat er weer een auto-achtervolging plaatsvindt waarin Rachel hem weer van zich kan afschudden. Wanneer Rachel hulp probeert te zoeken bij haar vriend Andy, een echtscheidingsadvocaat, ontdekt ze dat de man de dagelijkse planner van haar telefoon heeft gebruikt om Andy te vinden en hem op brute wijze vermoordt in het restaurant dat ze zouden ontmoeten. Nadat de man de verbijsterde Rachel blijft pesten, valt hij haar broer Fred in zijn huis aan en doodt Fred's verloofde Mary voordat hij Fred in brand steekt en ontsnapt wanneer de politie bij het huis arriveert en hem in de schouder schiet.
Opnieuw slaagt de man erin Rachel en haar zoon op een snelweg op te sporen en hen te volgen naar een oud huis Rachels moeder, waar ze alle drie met elkaar in geweld gaan, voordat Rachel erin slaagt haar kwelgeest neer te halen. Nadat Rachel en Kyle hun getuigenis aan de politie hebben afgelegd, rijden ze allebei naar een ziekenhuis waar Fred, die de aanval van Cooper heeft overleefd, wordt verzorgd. Terwijl ze wegrijden, wordt Rachel zich bewust van een schijnbaar gewetenloze chauffeur en wanneer ze hem dit duidelijk wil maken door te toeteren, besluit ze het na wat ze hebben meegemaakt niet te doen, waarop Kyle eenvoudig zegt dat dit een goede beslissing was.

## Rolverdeling
| Acteur             | Personage     |
| ------------------ | ------------- |
| Russell Crowe      | The Man       |
| Caren Pistorius    | Rachel Hunter |
| Gabriel Bateman    | Kyle Hunter   |
| Jimmi Simpson      | Andy          |
| Austin P. McKenzie | Fred          |
| Juliene Joyner     | Mary          |

## Productie
De opnames vonden plaats in de zomer van 2019 in Kenner en New Orleans, Louisiana. De productie was in september 2019 voltooid. De originele filmmuziek werd gecomponeerd door David Buckley en uitgebracht op een soundtrackalbum op 31 juli 2020.